# محمد بن شقرون
 محمد ابن أحمد بن شقرون مفكر مغربي، (1932 -2022)، ولد بمدينة مراكش بالمغرب، ولهُ عدة مؤلفات في مجال الفكر واللغة والأدب، وترجم القرآن الكريم وتفسيره إلى اللغة الفرنسية في عشرة مجلدات.

## دراسته
حفظ القرآن الكريم في الكُتّاب، وبعض الأمهات النحوية والفقهية كالآجرومية، تلقى دراسته الإسلامية على يد والده وأساتذة كلية بن يوسف بمراكش منهم: العلامة المختار السوسي، والعلامة الرحالي الفاروقي، والعلامة بن الحسن الدباغ والعالم الفلكي محمد بن عبد الرازق والفقيه محمد عماد الدين والفقيه المحجوب السباعي والعلامة الفقيه ابن الفضيل والعلامة بلقزيز ومولاي الصديق العلوي والعلامة الدكتور عبد العزيز بنعبد الله، وبفرنسا كل من هنري تراس وريجي بلاشير وشارل بلا وجاك بيرك وهنري لاؤوست.
كما تلقى دراسته العصرية بالمدارس الابتدائية والثانوية الحكومية (الفرنسية) بمراكش والعليا بالرباط وباريس.

## شواهده
حصل على العديد من الشهادات الجامعية بامتياز:
- دبلوم الدراسات العليا المغربية والفرنسية 1956 بالرباط
- الإجازة في الآداب وعلم النفس الرباط 1961
- دبلوم الدراسات العليا بفرنسا والتبريز من الجامعة باريس 1968
- دكتوراه السلك الثالث بفرنسا ودكتوراه الدولة في الآداب بالجامعة الفرنسية 1974.

## مهامه
مارس عدة مهام وأنشطة ثقافية وتربوية ودبلوماسية :
- معلم بمدارس ابتدائية 1950-1956 وأستاذا سابقا للتعليم الثانوي 1956 فرنسية ـ عربية.
- وزير التربية الوطنية (1975).
- مستشارا بوزارة الشؤون الخارجية (1962) التعاون الفرنسي العربي ثم وزيرا مفوضا مقترحا لشغل منصب قائم بأعمال سفارة المغرب بسويسرا (1961).
- عضو بديوان وزير الاقتصاد الوطني والمالية (1963).
- مدير للشؤون الثقافية بوزارة الدولة المكلفة بالشؤون الثقافية (1968 ـ 1970).
- أستاذ للتعليم العالي بجامعة محمد الخامس بالرباط شعبة اللغة العربية وآدابها والحضارة.
- مدير المجلة الثقافية الصادرة عن وزارة الدولة المكلفة بالشؤون الثقافية (1970-1963)
- عضوا اللجنة الوطنية لجائزة المغرب ورئيس جمعية الثقافة والتربية (1974)
- رئيس الجمعية المغربية للتربية والتعليم (1983).
- وزير التربية الوطنية 1982 مؤقتا.
- عين باليونيسكو لشغل منصب رئيس دائرة ثقافية 1978 للمرة الثانية لشغل مدير وكالة الغوث سنة 1979.
- عضو مشارك في عدة مؤتمرات بفرنسا، بمصر، بسوريا، بالعراق، بهولندا.

## مؤلفاته
له عدة مؤلفات، ما يناهز الثلاثين مؤلفا بالعربية والفرنسية والإسبانية، منها :
- البيئة المغربية ومظاهرها الثقافية (اللغة الفرنسية 1969).
- مظاهر الثقافة المغربية باللغة العربية 1968.
- الحياة الفكرية المغربية في عصر الدولة المرينية والوطاسية(أطروحة 1974)
- معجم التربية والتعليم (عربي ـ فرنسي 1980).
- الثقافة الشعبية المغربية بالفرنسية.
- التربية والتعليم من خلال المصادر العربية والفرنسية والاسبانية دراسة بيبلوغرافية باللغة الفرنسية.
- الاتجاهات الأدبية في العهد المريني: دراسة وصفية ونقدية عبر تحقيق مخطوط لمؤلفه ابن الدراج السبتي
- فيض العباب في الرحلة السعيدة إلى قسنطينة والزاب: دراسة وتحقيق رحلة قام بها أبو عنان المريني من تأليف ابن الحاج النميري الأندلسي.
- العبادات في الإسلام ومظاهرها السياسية والاجتماعية والتربوية
- فن الطبخ في الأندلس والمغرب: تحقيق مخطوط لابن رزين السبتي التوجيب
- التعليم العصري بالمغرب بدايته وتطوره
- الفكر النفسي والتربوي عبر التاريخ: دراسة تحليلية لمصادر ومراجع في الموضوع عربية وفرنسية
- علم النفس التربوي والتطبيقي عبر نماذج مختارة: دراسة مفصلة للفرنسي G.Donvez
- القرآن الكريم تفسيره وترجمة معانيه إلى اللغة الفرنسية في عشرة أجزاء والطبعة الجديدة في ثلاثة مجلدات بفرنسا
- القرآن الكريم حسب موضوعاته المختلفة: في أربعة أجزاء باللغة الفرنسية سنة 1998
- مصادر ومراجع الدراسات القرآنية والحديثية المقررة في برامج المعاهد والجامعات الفرنسية
- مقاصد القرآن المجيد ومعانيه
- مدخل إلى الدراسات القرآنية والحديثية في جزأين، دراسة مفصلة
- معجم مباني ومعاني القرآن الكريم
- إرشاد الطالب إلى دراسة الإعجاز العلمي في القرآن الكريم
- معجم قرآني باللغة العربية والفرنسية والإسبانية، ج1
- الاستشراق: مظاهره، تطوره، خصائصه الإيجابية والسلبية، نموذج من الاستشراق الفرنسي الموضوعي
- مسيرة وذكريات في جزأين: ترجمة ذاتية تتضمن سيرة المؤلف ومسيراته الاجتماعية والتعليمية والثقافية والإدارية

## جوائز وتشريفات
- جائزة محمد السادس للفكر والدراسات الإسلامية لعام 1434 هـ/ 2013 م الدورة الثانية عشرة.[5]

كما حظي الدكتور محمد بن شقرون، في سابقة عربية ومغاربية، بتنويه من الأكاديمية الفرنسية العريقة، وذلك تقديرا لجهوده الفكرية واجتهاداته في ميادين العلم والمعرفة الثقافية والتعليمية.
وله عدة أوسمة ملكية.

## وفاته
توفي المفكر محمد بن شقرون في يوم الأول من أكتوبر 2022 عن عمر ناهز التسعين عاماً.